# La fuga de Tarzan
La fuga de Tarzan (títol original en anglès: Tarzan Escapes) és una pel·lícula estatunidenca dirigida per Richard Thorpe, estrenada el 1936 i doblada al català

## Argument
Tarzan, l'home simi, és l'amo del seu àmbit, la jungla. Però una expedició d'homes blancs el captura i decideix fer-ne un animal de circ. Sorgeix llavors una tribu de temibles salvatges.

## Repartiment
- Johnny Weissmuller: Tarzan
- Maureen O'Sullivan: Jane Parker
- John Buckler: Capità Fry
- Benita Hume: Rita
- William Henry: Eric
- Herbert Mundin: Rawlins
- E.E. Clive: Masters
- Darby Jones: Bomba
- Cheeta